# Episodi di Sbirri da sballo (prima stagione)
La prima stagione della serie televisiva Sbirri da sballo, composta da 7 episodi, è andata in onda a partire dal 13 novembre 1995 su BBC One.
| nº | Titolo originale             | Titolo italiano         | Prima TV UK      | Prima TV Italia |
| -- | ---------------------------- | ----------------------- | ---------------- | --------------- |
| 1  | The Queen's Birthday Present | Il regalo per la regina | 13 novembre 1995 | ?               |
| 2  | Fire and Terror              | Amore & fiamme          | 20 novembre 1995 | ?               |
| 3  | Honey Trap                   | Trappola di seduzione   | 27 novembre 1995 | ?               |
| 4  | Rag Week                     | Studenti in maschera    | 4 dicembre 1995  | ?               |
| 5  | Night Shift                  | Turno di notte          | 11 dicembre 1995 | ?               |
| 6  | Kids Today                   | Ragazzi d'oggi          | 18 dicembre 1995 | ?               |
| 7  | Yuletide Spirit              | Spirito natalizio       | 26 dicembre 1995 | ?               |